# Атанасій (Фурс)
Атана́сій Фу́рс гербу Вонж (Вуж) (у світі Заха́рія Фу́рс, пол. Atanazy Zachariasz Furs herbu Wąż; 1610 — жовтень 1649) — єпископ-номінат Руської унійної церкви; у 1649 році номінований єпископом Холмським.

## Життєпис
Скоріш за все, належав до шляхетського роду татарського походження Фурсів (Фурсевичів) гербу Вонж (Вуж). Захарія Фурс прийняв чернечий постриг з іменем Атанасій. Перед 1630 роком навчався в Оломоуцькій, а у 1633–1635 роках — у Віленській єзуїтських колегіях. 14 червня 1649 року отримав номінацію на єпископа Холмського, однак помер у жовтні того ж року, не отримавши єпископських свячень.